# Кондаков, Василий Яковлевич
Васи́лий Я́ковлевич Кондако́в (22 марта 1907 — 25 февраля 1956) — советский офицер, участник Великой Отечественной войны, командир 6-й роты 2-го стрелкового батальона 212-го гвардейского стрелкового полка 75-й гвардейской стрелковой дивизии 30-го стрелкового корпуса 60-й армии Центрального фронта, гвардии лейтенант, Герой Советского Союза (1943) , позднее гвардии старший лейтенант.

## Биография
Родился 22 марта 1907 года в деревне Шанчерово Михайловского уезда Рязанской губернии (по другим данным — в находящейся рядом деревне Иваньково) в семье крестьянина. Русский. Окончил 6 классов.
В 1932 году переехал в Москву. Работал на различных хозяйственных должностях.
В Красной Армии в 1929—1932 годах и с июля 1941 года.
Участник Великой Отечественной войны с августа 1941 года. Участвовал в обороне Москвы и зимнем контрнаступлении под Москвой. В 1943 году окончил курсы младших лейтенантов. Член КПСС с 1943 года.
Гвардии лейтенант Кондаков В. Я. особо отличился при форсировании реки Днепр севернее Киева, в боях при захвате и удержании плацдарма в районе сёл Глебовка и Ясногородка (Вышгородский район Киевской области) на правом берегу Днепра осенью 1943 года. В представлении к награждению командир 212-го гвардейского стрелкового полка гвардии полковник Борисов М. С. написал:

Гвардии лейтенант Кондаков, командуя 6-й стрелковой ротой, показал себя как смелый, решительный, хорошо знающий своё дело командир. В боях за деревню Сухиня рота гвардии лейтенанта Кондакова с марша вступила в бой и за короткий срок освободила село, уничтожив до 200 солдат и офицеров противника. Сам тов. Кондаков под ураганным огнём противника три раза водил роту в атаку.
При переправе на реке Днепр и боях за деревню Ясногородка рота Кондакова одна из первых форсировала Днепр и вступила в бой с противником, при форсировании реки Днепр взвод гвардии младшего лейтенанта Яржина под командованием гвардии лейтенанта Кондакова захватил пароход «Николаев», баржу с военно-инженерным имуществом, станковый пулемёт, миномёт и двух человек из команды в плен.

В бою 23.9.1943 года когда было явное превосходство противника и противник перешёл в контратаку тов. Кондаков решительными и смелыми действиями отбросил противника за деревню Ясногородка.
Указом Президиума Верховного Совета СССР от 17 октября 1943 года за успешное форсировании реки Днепр севернее Киева, прочное закрепление плацдарма на западном берегу реки Днепр и проявленные при этом мужество и геройство гвардии лейтенанту Кондакову Василию Яковлевичу присвоено звание Героя Советского Союза с вручением ордена Ленина и медали «Золотая Звезда» .
С 1946 года гвардии старший лейтенант В. Я. Кондаков в запасе. Жил и работал на административно-хозяйственных должностях в городе Москве.

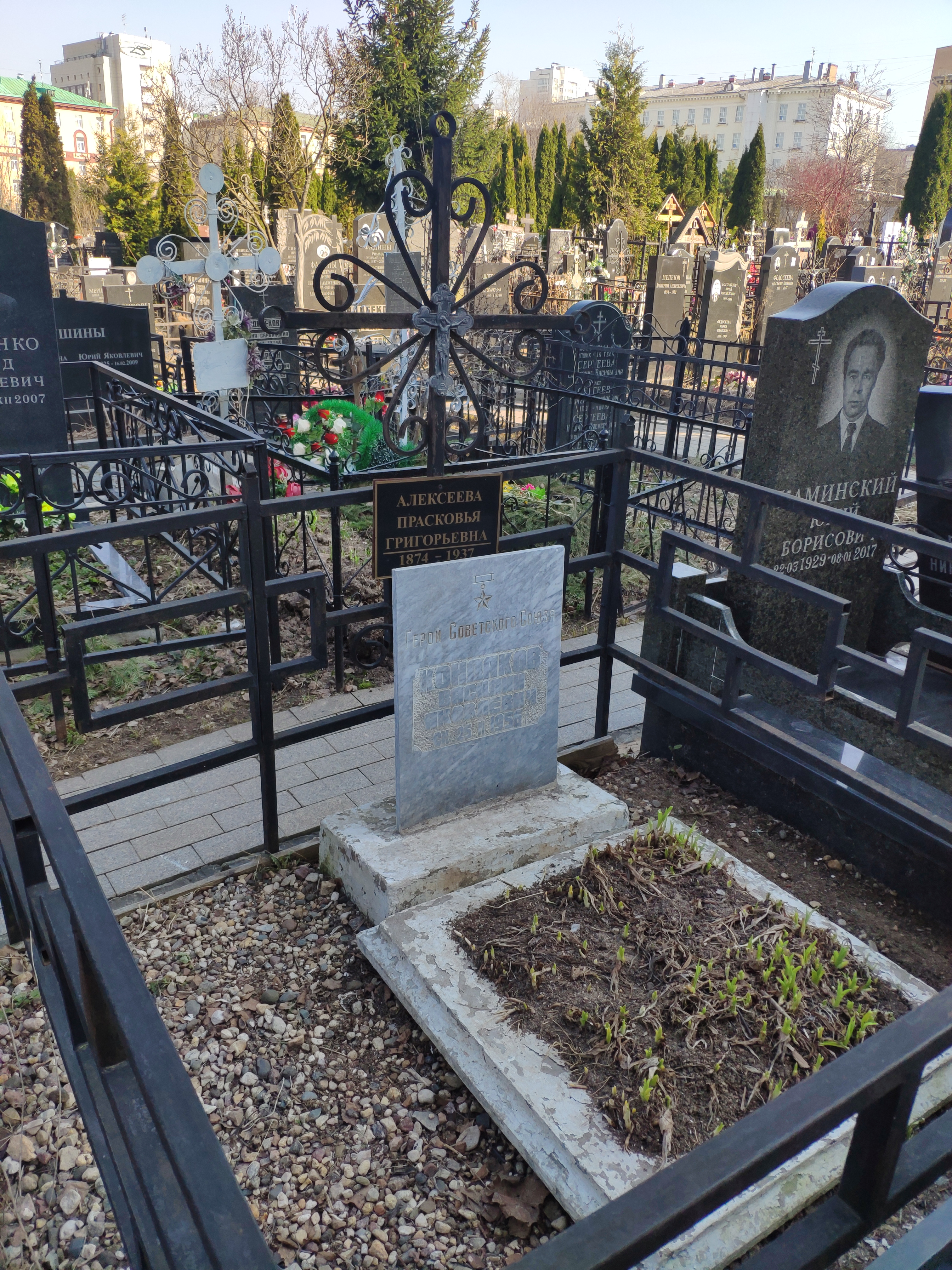
Могила Василия Кондакова на Алексеевском кладбище

Умер 25 февраля 1956 года. Похоронен в Москве на Алексеевском кладбище (участок 4Б).

## Награды
- Медаль «Золотая Звезда» № 1558 Героя Советского Союза (17 октября 1943 года);[8]
- орден Ленина;[6]
- медали.

## Память
В мае 2020 года в деревне Шанчерово Михайловского района Рязанской области установлен памятник Герою Советского Союза Василию Яковлевичу Кондакову.